# Hartmann von Brixen
Hartmann von Brixen (* 1090/1091; † 1164) wurde in Oberpolling (Gemeinde Fürstenstein) in der Nähe von Passau als Sohn einer wohlhabenden, aber nicht adeligen Familie geboren. Seine Verehrung als Seliger wurde 1784 päpstlich bestätigt.

## Ausbildung
Die Eltern schickten Hartmann ins 
Stift des Hl. Nikolaus in Passau, wo er von regulierten Augustiner-Chorherren unterrichtet wurde. Dieses Chorherrenstift war von Bischof Altmann von Passau gegründet worden, einer der führenden Persönlichkeiten der Kanonikerreform. Das strenge Stiftsleben muss Hartmann entsprochen haben, denn er trat den Chorherren bei und wurde zum Priester geweiht.

## Salzburg
Im Jahr 1123 wurde Hartmann von Erzbischof Konrad I. nach Salzburg geholt, nachdem dessen Versuch, die Reform der Kanoniker durchzusetzen, auf starken Widerstand gestoßen war: Konrad war sogar vorübergehend aus Salzburg verbannt worden. Die unbotmäßigen unregulierten Chorherren des Domstiftes hatten Kaiser Heinrich V. auf ihrer Seite. Nach seiner Rückkehr nach Salzburg gelang es Konrad aber, die Augustinerregel und die drei Ordensgelübde an seinem Domstift einzuführen. Hartmanns Aufgabe war es, Konrad in der Funktion des Domdekans zu unterstützen.
Hartmann schien sich in Salzburg sehr bewährt zu haben, denn schon ca. 1131 wurde er als Propst im wieder errichteten Stift Chiemsee eingesetzt, das sich in der Folgezeit gut entwickelte. Hier sollte er aber nur etwa drei Jahre verbringen, bis er zu seiner nächsten Aufgabe gerufen wurde. Auf Wunsch des Markgrafen Leopold III. ging er nach Klosterneuburg. Das von Leopold gegründete Stift wurde zunächst ebenfalls von weltlichen (unregulierten) Chorherren geführt. Dass der Markgraf nach dem Tod des ersten Propstes seinen 14-jährigen Sohn als Nachfolger einsetzte, muss sich für die Disziplin im Stift als derart grober Fehler erwiesen haben, dass Leopold sich bald an den Erzbischof von Salzburg um Rat wandte. In der Folge wurde Hartmann als Propst eingesetzt und das Stift mit Augustiner-Chorherren belegt: 1134 wurde Klosterneuburg unter päpstlichen Schutz genommen, 1137 erwirkte Hartmann einen Bestätigungs- und Schutzbrief des Papstes.

## Brixen
„Hartmann hatte sich bereits in der Erzdiözese Salzburg als Leitfigur der gregorianischen Kirchen- und Klerusreform ausgezeichnet und war schließlich als Propst nach Klosterneuburg berufen worden. Seine Lebensaufgabe erwartete ihn aber in Tirol.“ Vermutlich auf Betreiben Konrads wurde er 1140 als Bischof nach Brixen gerufen. Das Hochstift umfasste damals den Großteil des Pustertals, das Eisacktal bis nach Klausen und gegen Kardaun, das Wipptal, das Oberinntal mit Ausnahme des Paznauntals und der Scharnitz sowie das Unterinntal bis zum Ziller. Die Stellung als Fürstbischof von Brixen stellt den Höhepunkt der Karriere Hartmanns dar. Sein hohes Ansehen ist dadurch bezeugt, dass Hartmann gemeinsam mit Erzbischof Eberhard I. von Salzburg am 13. Juli 1147 die feierliche Erhebung und Translation der Gebeine von Kaiser Heinrich II. im Bamberger Dom begleitete.

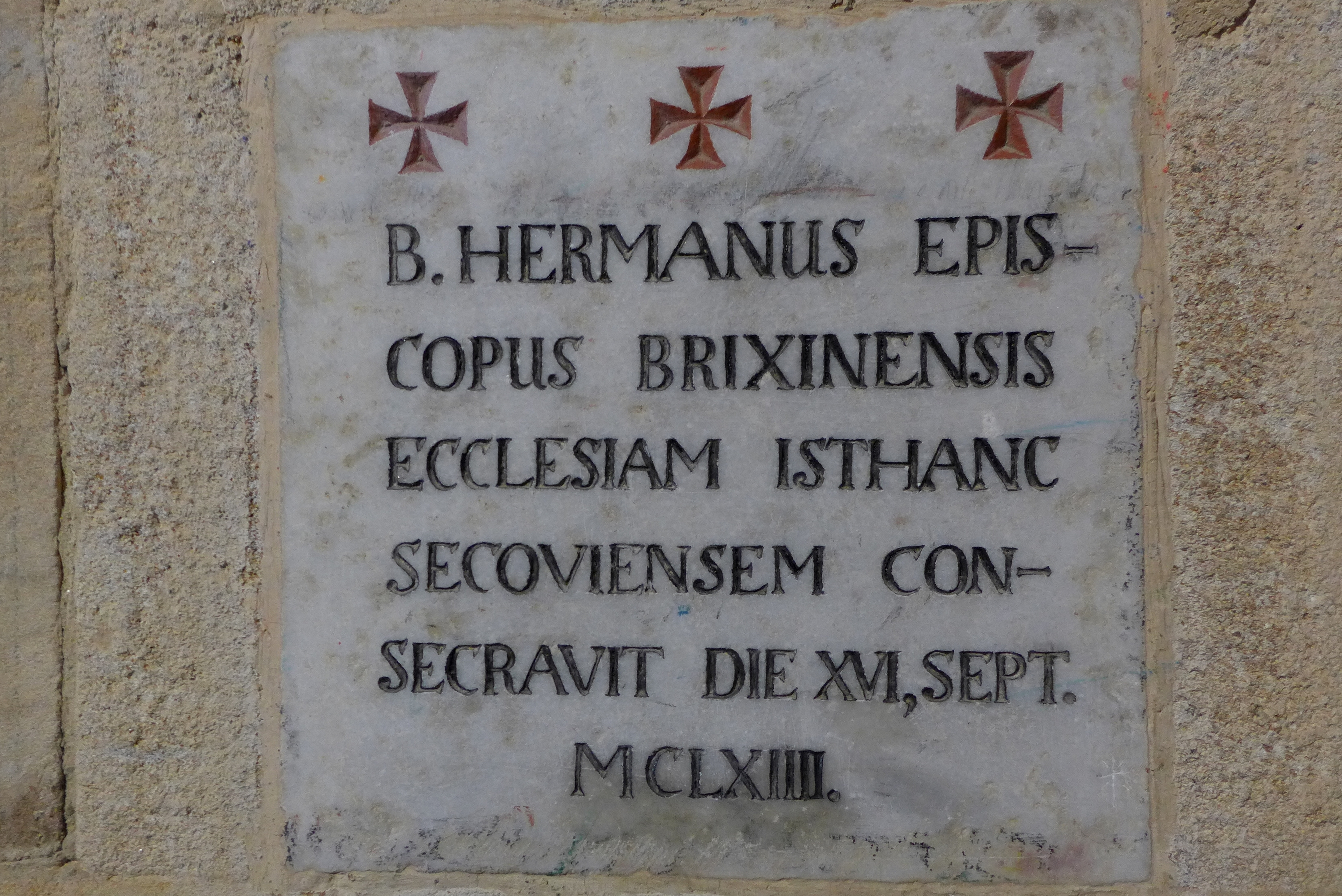
Basilika Seckau, frühbarocke Gedenktafel zur Einweihung der Basilika (16. September 1164) durch Bischof Hartmann in der Vorhalle (mit der irrigen Namensangabe Hermann)

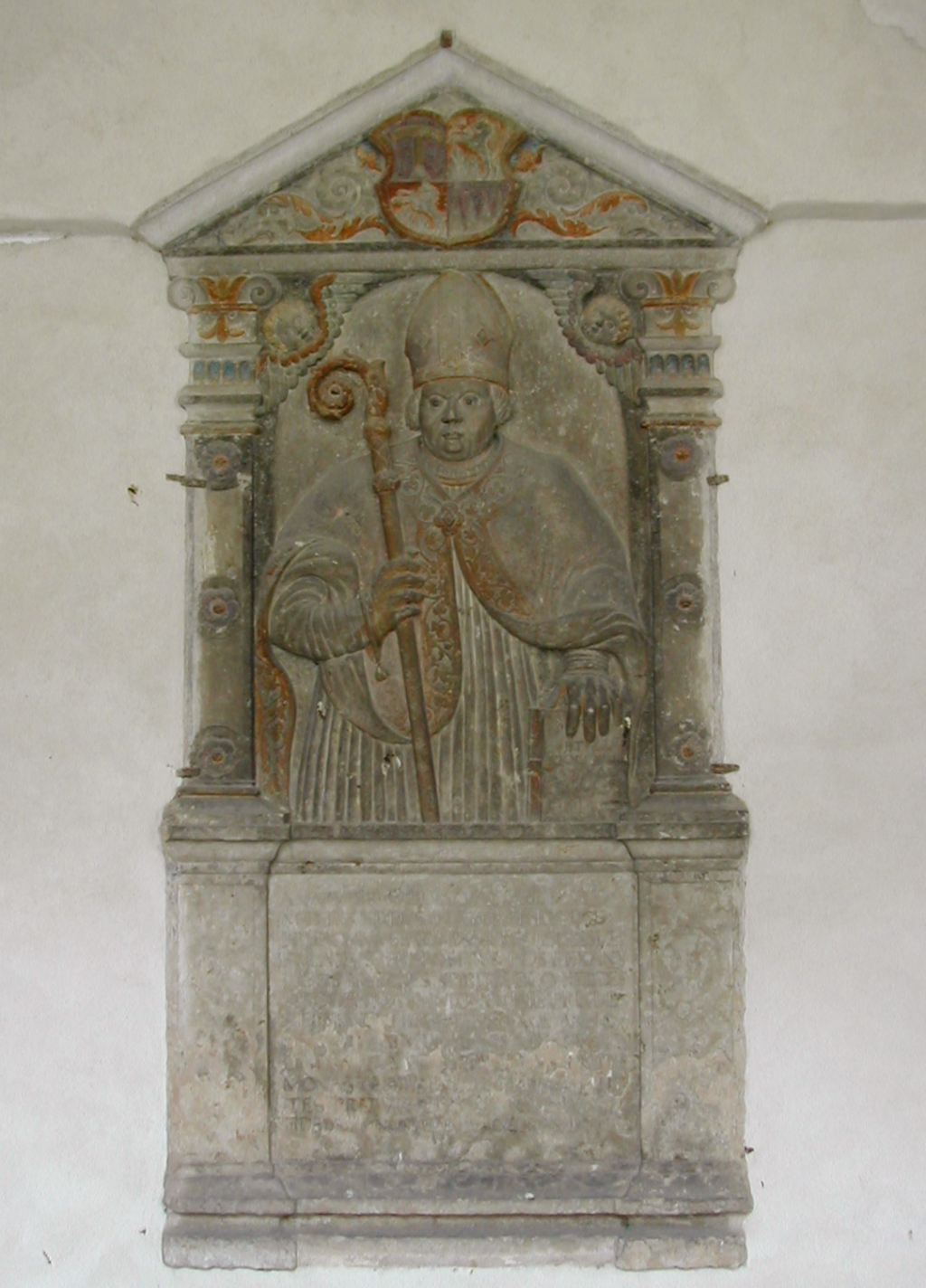
Vermuteter Grabstein von Bischof Hartmann (Kreuzgang von Stift Neustift)

Die Auseinandersetzungen zwischen Papst und Kaiser im Kontext des Investiturstreits hatten auch in diesem Bistum ihre Spuren hinterlassen. Durch die Synode zu Brixen von 1080, die die Absetzung Gregors VII. betrieb, war das Ansehen stark geschädigt worden. „Brixen selbst geriet durch diese Bischofsversammlung, die in die Geschichte als ‚Aftersynode‘ eingegangen ist, völlig in Verruf“. Erst Hartmanns Vorgänger Reginbert hatte begonnen, die ärgsten Missstände zu beseitigen, doch befand sich das Bistum 1140 noch in einem schlechten Zustand. Hartmanns Ziel als Reformer war es, das Brixener Domkapitel zu reformieren, denn auch dort mangelte es an Disziplin. Zunächst versuchte er dies vor allem durch seine Vorbildwirkung zu erreichen. Er feierte täglich die heilige Messe. Angeblich trug er unter schlichtem Obergewand einen Bußgürtel. Zudem berichtet die hagiografisch getönte ‚Vita Beati Hartmanni‘ von strengem Lebenswandel und Selbstgeißelungen. Auch war er ein großer Marienverehrer, der in vielfacher Weise das von seinem Vorgänger zur Benediktinerabtei erhobene Kloster St. Georgenberg förderte, beispielsweise, indem er Kreuzgänge (gemeinsame Pilgerreisen ganzer Pfarreien) dorthin propagierte.
Hartmanns Leben war durch seinen Reformwillen gekennzeichnet, und „im Zusammenhang mit der Kleruserneuerung gründete er auch das Augustinerchorherrenstift Neustift.“ Am 16. September 1164 weihte Bischof Hartmann die romanische Kirche in Seckau ein. Er starb am 23. Dezember 1164 und wurde schon bald danach als Seliger verehrt, im 15. Jahrhundert mitunter sogar als Heiliger dargestellt. Die päpstliche Bestätigung für die Verehrung als Seliger wurde 1784 von Papst Pius VI. erteilt.

## Siegel
Bischof Hartmanns Brixner Bischofssiegel (rund), im Jahr 1141 bezeugt, misst im Durchmesser 7,1 cm und zeigt im Bild den auf einem Faltstuhl thronenden Bischof im Ornat en face mit ausgebreiteten Händen, rechts das nach außen gekehrte Pedum, links das geschlossene Evangeliar haltend. Die Umschrift ist zwischen Stableisten angebracht und lautet (abgekürzter Text in Klammern): + HARTMANNVS · D(e)I · GR(ati)A · BRIXINEN(sis) EP(is)C(opvs).